# Kanarische Riesenratten
Die Kanarischen Riesenratten (Canariomys) sind eine ausgestorbene Gattung aus der Unterfamilie der Altweltmäuse (Murinae) innerhalb der Familie der Langschwanzmäuse (Muridae). Es gab insgesamt zwei Arten, die auf den Kanarischen Inseln vorkamen. Canariomys bravoi lebte auf Teneriffa, wohingegen Canariomys tamarani auf Gran Canaria lebte.
Canariomys bravoi war relativ groß und wog rund 1 Kilogramm. Ihre gefundenen Überreste sind älter als die von Canariomys tamarani, da die jüngsten Funde aus dem späten Pleistozän von vor rund 12.000 Jahren stammen. Ob ihr Aussterben mit der menschlichen Besiedlung zusammenhängt oder ob sie schon vorher verschwand, ist nicht bekannt. Gefunden wurden fossile Überreste dieses Tieres auf ganz Teneriffa, vor allem in Ablagerungen in Höhlen und vulkanischen Tunneln, wo sie oft in Verbindung mit Resten anderer Arten wie Riesenechsen (z. B. Gallotia goliath) gefunden wurde. 
Von Canariomys tamarani wurden an verschiedenen Stellen im Zentrum von Gran Canaria fossile Überreste des Tieres gefunden, die jüngsten Funde sind auf die Grenze zwischen Pleistozän und Holozän datiert. Canariomys tamarani erreichte eine Kopfrumpflänge von 25 Zentimetern, war also etwa so groß wie eine Wanderratte (Rattus norvegicus), sodass die Benennung als „Riesenratte“ übertrieben erscheint – sie war allerdings deutlich größer als die zweite auf Gran Canaria damals lebende Mäuseart, die Kanarische Lavamaus (Malpaisomys insularis), die heute ebenfalls ausgestorben ist. Es wird angenommen, dass das Auftauchen der Menschen und vor allem die Einschleppung von Hauskatzen das Aussterben der Art herbeiführten.